# Municipio de Miami (condado de Greene)
El municipio de Miami (en inglés: Miami Township) es un municipio ubicado en el condado de Greene en el estado estadounidense de Ohio. En el año 2010 tenía una población de 4790 habitantes y una densidad poblacional de 67,02 personas por km².

## Geografía
El municipio de Miami se encuentra ubicado en las coordenadas 39°47′50″N 83°52′27″O / 39.79722, -83.87417. Según la Oficina del Censo de los Estados Unidos, el municipio tiene una superficie total de 71.48 km², de la cual 71,1 km² corresponden a tierra firme y (0,53 %) 0,38 km² es agua.

## Demografía
Según el censo de 2010, había 4790 personas residiendo en el municipio de Miami. La densidad de población era de 67,02 hab./km². De los 4790 habitantes, el municipio de Miami estaba compuesto por el 82,42 % blancos, el 9,31 % eran afroamericanos, el 0,5 % eran amerindios, el 1,48 % eran asiáticos, el 0,33 % eran de otras razas y el 5,95 % eran de una mezcla de razas. Del total de la población el 1,92 % eran hispanos o latinos de cualquier raza.